# اکراد ابراهیم
اکراد ابراهیم (به عربی: أکراد إبراهیم) یک روستا در سوریه است که در ناحیه حربنفسه واقع شده‌است. اکراد ابراهیم ۶۹۸ نفر جمعیت دارد.